# Oncholaimus paraolium
Oncholaimus paraolium is een rondwormensoort uit de familie van de Oncholaimidae. De wetenschappelijke naam van de soort is voor het eerst geldig gepubliceerd in 1980 door Belogurov & Fadeeva.